# Decano (química)
O decano, em química, é um hidrocarboneto alcano com dez átomos de carbono, com a fórmula C10H22. Em condições normais de temperatura e pressão é um líquido incolor. É usado como solvente.
Existem 75 isômeros de decano, dos quais todos são líquidos inflamáveis. O decano é um dos componentes da gasolina (petróleo). Como os outros alcanos, é apolar e, portanto, não se dissolve em líquidos polares, como a água.

## Reações
O decano sofre reações de combustão de uma maneira similar aos outros alcanos. Na presença de oxigênio em excesso, o decano queima, formando água e dióxido de carbono.
2C10H22 + 31O2 → 20CO2 + 22H2O
Quando não há oxigênio o bastante presente para completar a combustão, o decano queima, formando água e monóxido de carbono.
2C10H22 + 21O2 → 20CO + 22H2O